# Petr Kvíčala
Petr Kvíčala (* 20. dubna 1960, Svitavy) je český malíř a pedagog, jenž patří k významným osobnostem české abstraktní malby. Na přelomu 80. a 90. let byl průkopníkem v objevování a prosazování ornamentu jako svébytného výrazového prvku. Ve své generaci se také výrazně podílel na akceptování estetické kvality jako neodmítnutelné složky výtvarného poselství. Od 2. poloviny 90. let se zabývá tématem vlastních malířských intervencí do architektury, které realizuje v rámci spolupráce s českými i zahraničními architekty.
Věnoval se také pedagogické činnosti na Fakultě výtvarných umění VUT v Brně, kde v letech 2000–2021 vedl Ateliér malířství 3. Jeho práce jsou zastoupeny ve veřejných i soukromých sbírkách.

## Život
Petr Kvíčala se narodil 20. dubna 1960 ve Svitavách. Během studia Střední průmyslové školy chemické v Brně, jej vzrůstající zájem o výtvarné umění vedl k pokusu o přestup na školu s uměleckým zaměřením, který mu ovšem nebyl umožněn. Výrazným podnětem pro vlastní umělecký rozvoj bylo pro Kvíčalu setkání s absolventy pražské AVU během povinné vojenské služby v Janovicích nad Úhlavou, kde se začal vážně věnovat kresbě portrétů podle modelů spoluvojínů.

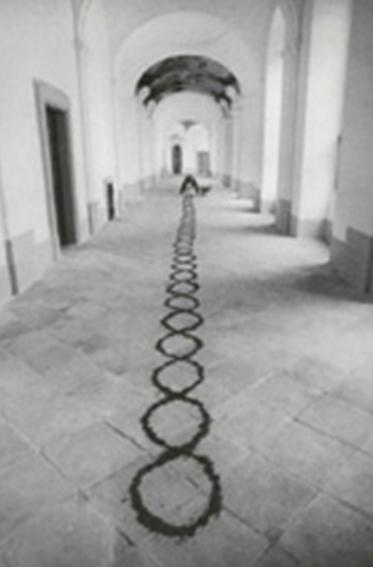
Kvíčalovy Plasy, 1993

Po skončení vojenské služby Kvíčala večerně absolvoval Střední uměleckoprůmyslovou školu v Brně (1984), kde získal  doporučení pro další studium na AVU – to mu však bylo z ideových důvodů znemožněno. V roce 1982 nastoupil na místo topiče, ve kterém setrval až do roku 1990. Současně se začal  výrazněji angažovat v undergroundu.
Významným milníkem v jeho umělecké kariéře byla účast na výstavě v brněnské Galerii mladých v roce 1985. Tam začala autorova užší spolupráce s Petrem Veselým a Vladimírem Kokoliou, která následně vedla k vytvoření výtvarné skupiny Tovaryšstvo malířské. Od druhé poloviny 80. let byla Kvíčalova práce podporována teoretiky Petrem Nedomou a Jiřím Valochem a začal být opakovaně zván k účasti na výstavách profesionálních umělců.
V roce 1986 vstoupil Kvíčala na undergroundovou hudební scénu s formací Květen, pracující na bázi minimalismu a hudební i politické ironie, což jsou témata, která korelují s autorovou výtvarnou prací té doby. V roce 1989 se Kvíčala stal členem umělecké skupiny Měkkohlaví, která se formovala v reakci na vznik různých výtvarných skupin, postrádajících společný program, jejichž hlavním cílem bylo komerčně se prosadit. V roce 1989 Spolu s Marianem Pallou a Milanem Magnim založil hudebně-performativní skupinu Florián – Skupinu mlhy a skotu.
Po roce 1989 začal být Kvíčala zastupován ve státních i veřejných sbírkách a jeho práce byla pravidelně reflektována v odborném tisku. Od roku 1994 působil na FAVU v Brně, zpočátku v ateliérech konceptuálních tendencí a intermédií, později jako vedoucí jednoho z malířských ateliérů (mezi Kvíčalovy úspěšné žáky patří např. laureátka Ceny Jindřicha Chalupeckého Barbora Klímová, Pavel Ryška, Matěj Smetana, Anežka Hošková, Petr Dub, Jana Babincová, Václav Kočí aj.). V roce 2001 byl na pražské AVU habilitován docentem v oboru malířství. Později byl jmenován profesorem.
V roce 1995 realizoval Petr Kvíčala svou první malířskou intervenci do architektury (v bytě arch. Ivana Kolečka v Lausanne) a zahájil tak dlouhou řadu uměleckých projektů v architektuře, které jsou jedním z hlavních témat jeho práce až do současnosti.

## Malba

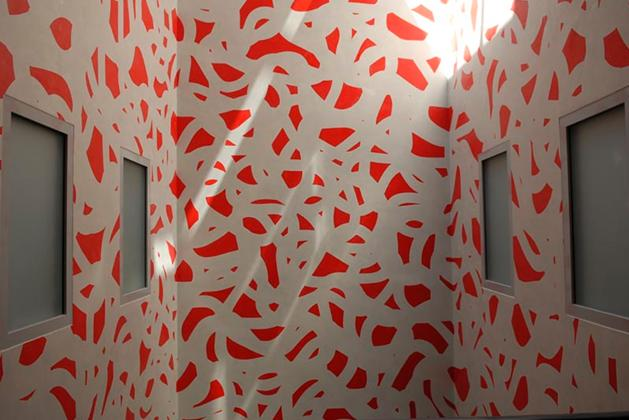
Nástěnná malba pro Rischart na Marienplatz v Mnichově, 2007, arch. Markus Link

Malíř Petr Kvíčala se od poloviny osmdesátých let až do současnosti zabývá ornamentem. Patřil k umělcům, kteří svou praxí stvrzovali smysl malovaného obrazu v době, kdy se velmi důrazně prosazovala nová média. Základním prvkem jeho výtvarného jazyka jsou ornamentální linie, nejčastěji vlnovky, lomené linie nebo smyčky, které různým způsobem kombinuje, zmnožuje, překrývá a vrství.
Inspirací k tomuto abstraktnímu a radikálně redukovanému jazyku byla původně krajina, skrze niž si Kvíčala okolo roku 1985 uvědomil autonomní výrazové možnosti geometrických lineárních prvků rytmicky opakovaných v ploše obrazu. Na počátku stály pokusy vyjádřit krajinné principy výtvarnými prostředky, které byly zvláště v druhé polovině osmdesátých let velice neortodoxní. Pro Kvíčalovy tehdejší umělecké aktivity bylo charakteristické volné prolínání různých disciplín: vytvářel texty inspirované zážitky v krajině a kreslil jednoduché náčrtky polí. Současně působil v několika uskupeních, které se zabývaly minimální a konkrétní hudbou, jejichž produkce byly na pomezí divadelní performance a oživlé sochařské instalace.

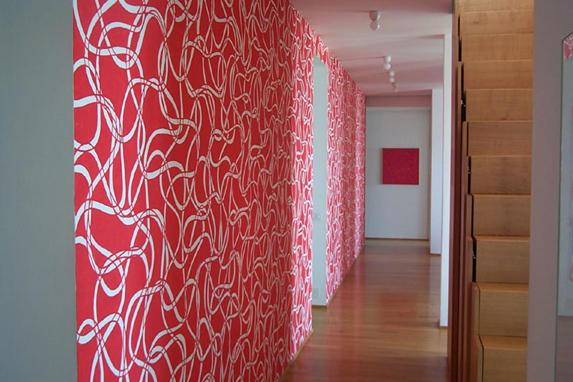
Byt arch. Ivana Kolečka, Lausanne

Na přelomu osmdesátých a devadesátých let jsme mohli Petra Kvíčalu řadit do širšího proudu české postmoderní malby. Svádět k tomu mohla jasná barevnost jeho obrazů, jasné ohraničování barevných polí a práce s archetypálně-geometrickými prvky. Z dnešního pohledu si tímto zařazením již nemůžeme být tak jisti. Je jasné, že spíše než o postmoderní citace a symbolický obsah maleb, které jsou charakteristické například pro malíře z okruhu skupiny Tvrdohlaví, se Kvíčala zajímal o vlastní možnosti jazyka malby. Vnitřní řád práce Petra Kvíčaly je dán používáním ornamentálně pojatých linií. Mezi nejcharakterističtější z nich patří vlnovka – rytmické malířské gesto v čase. Tyto linie vzájemně kombinuje a komponuje podle předem jasných pravidel či algoritmů, které ovšem mohou vést k neočekávaným výsledkům. Bylo upozorněno na podobnost jeho maleb s ornamentálními malbami na lidové architektuře (cyklus Vlny, 1991)) nebo na vztah s pravěkou abstraktní malbou.
Svou inspiraci „nízkou“ kulturou dává Kvíčala znát i využíváním prvků z uměleckého řemesla nebo průmyslových výrobků, které se odrážejí i v názvech jeho obrazů (Tapety, 1987-88, Sváteční ubrusy pro všední den, 1992-94, Vyšívání, 1993). Kvíčalovi ale v první řadě nejde o postmoderní hru s prolínáním různých jazyků, ale spíše o rehabilitaci ornamentu jako takového. Oceňuje jeho vizuální účinnost, racionální řád a v neposlední řadě možnost neustálého variování. V rámci úmyslně redukovaného výrazového slovníku Kvíčala projevil velkou invenci a chuť experimentovat. Výrazná je jeho práce s fenomény proměny a času a snaha o zachycení neustálého opakování a rytmu přírodních procesů. Abstrahování těchto principů výtvarnými prostředky vedlo ke vzniku osobitého ornamentalismu, který později uchopil jako vlastní téma své práce, v cyklech zabývajících se procesuální malbu (60 dní červené, modré a žluté, 1996, Monochromy).

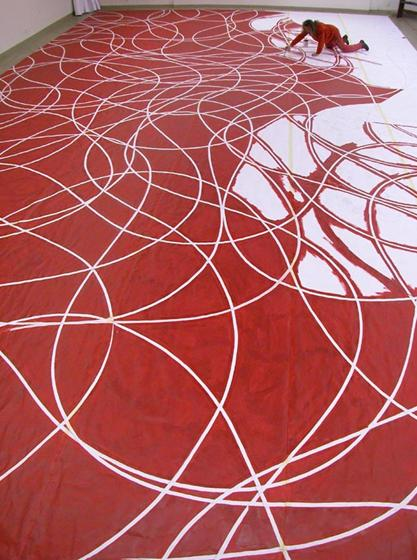
Práce na návrhu stropní malby „Watermelon-Cut Ceiling Dance“, 2004

V cyklu Memory (2001–2003) pracuje Kvíčala s negativní definicí linie pomocí prázdných, nebaravných ploch (tím navozuje představu vzpomínky, jako zapomenuté prázdné, plochy, kterou jsme schopni rekonstruovat právě z okrajů této prázdnoty). Práce se širokými liniemi autora dovedly k opačnému extrému: začal pomocí bílé barvy ztenčovat ornamentální linie až na samou hranici technických možností tradiční malby (cyklus Tenké linie).
Aktuální práce Petra Kvíčaly pracují s autorovým obvyklým repertoárem liniových ornamentů. Kombinuje vlnovky, lomené linky a smyčky. Zvláštního optického efektu je dosaženo mnohočetným opakováním tenkých paralelních linií základních ornamentů a úmyslně potlačenou barevností, která se spoléhá na jednoduchý rytmus dvou nebo tří barev. Zvláštní pozornost je věnována drobným odchylkám a „chybám“ od užitého řádu. Ty slouží jako další, improvizovaná rovina rytmizace obrazů, ale vnímat je můžeme i jako zobecnění přírodních i lidských reakcí na změny prostředí (cykly Dogon 2007, Pacific 2008, Flow 2009).

## Instalace
Od roku 1993 vytváří Petr Kvíčala řadu malířských efemérních instalací – většinou na podlahách galerií nebo ve veřejném prostoru. Mezi nejvýraznější instalace patří pískové linie v konventu kláštera Plasy (1993), instalace červeného pigmentu v pražské Galerii Behémot (1994) nebo současný Zig-Zag street art v Brně (2009).

## Architektonické intervence
Od 2. poloviny 90. let jsou výrazným tématem práce Petra Kvíčaly malířské realizace v architektuře. Kvíčala používá principy a témata ze svých maleb, které se snaží přenést do specifického architektonické prostoru. Petr Kvíčala je také koordinátorem mezinárodního vzdělávacího a výzkumného projektu 2B2A, zabývajícího se kooperací umění a architektury, jejich teoretickým uchopením a praktickými výstupy.

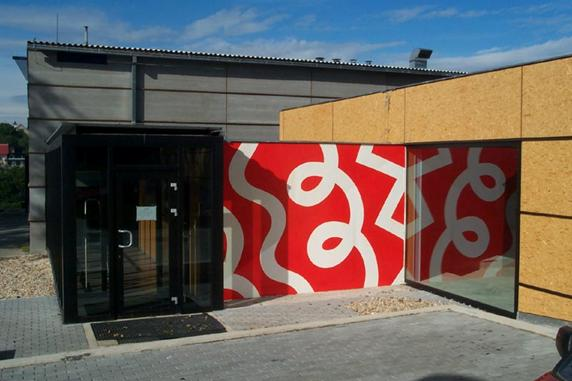
Sportovní hala v Litomyšli, nástěnná malba (2001)

První malířskou intervenci do architektury provedl Kvíčala v roce 1995 v bytě architekta Ivana Kolečka v Lausanne. „Jižní část bytu s okny k jezeru zaujímá obývací prostor a přilehlé pracovny, severní část se obrací k městu. Uvědomil jsem si, že jižní exteriér výrazně "vstupuje" dovnitř, a to v takové míře, že se jakákoli změna počasí a neustálá proměnlivost světla odráží přes velké zrcadlo jezera v obytném prostoru a stává se jeho součástí. Rozhodl jsem se proto, že zvýrazním na dělicí stěně její opozitní funkci tomuto výhledu.“
V roce 1997 realizoval v prostorách polytechniky EPFL (arch. Ivan Koleček) v Lausanne projekt posuvné skleněné stěny.
Významným mezinárodním projektem, na kterém Kvíčala spolupracoval v r. 2004, je výstavba nové budovy Deutsche Bundesbank v Chemnitzu (architekt Josep Luís Mateo), kde realizoval nástropní malbu „Watermelon Cut – Ceiling Dance“. Malba na stropě vstupní haly, která přesahuje svými rozměry 150 m², představuje kontrast k ostatní logice budovy a zároveň jej přímo doplňuje. Tahy štětcem zůstávají díky technice nanášení barvy viditelné jako znak lidské, ale umělé intervence v protipólu k abstrakci zastavěných přírodních materiálů, které nenesou žádné řemeslné stopy. Zachování rukopisu se ukázalo jako další důležitý prvek pro začlenění malby do architektonického prostoru, jak pro svůj odkaz k procesualitě malířské práce, tak jako prvek evokující organický charakter malby - řezu živou tkání pevné architektonické formy.

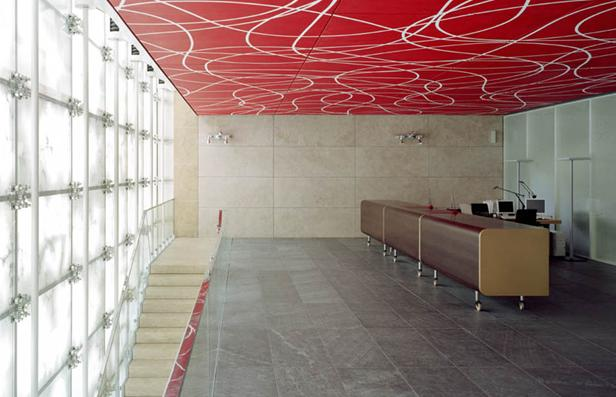
Nástropní malba " Watermelon Cut - Ceiling Dance", 2004. Nová budova Deutsche Bundesbank, Chemnitz

V řadě obrazových skic jsem nejprve zkoumal rytmus členění vzhledem k formátu a také barevné akordy ve vztahu k materiálům použitým v daném prostoru. Poté jsem udělal dva kartony (malby na tuhém papíru ve skutečné velikosti), abych mohl přesněji určit hustotu sítě linií, velikost vln a jejich tloušťku. Ze dvou variant jsem pak vybral tu dynamičtější, kde byly vlny větší a jejich struktura řidší. Při práci na kartonech jsem zjistil, že vlny v takové velikosti není možné normálním způsobem nakreslit, protože jejich rozměr přesahuje přirozené fyzické možnosti člověka. Musel jsem tedy uhel se kterým jsem kreslil připevnit na dlouhou násadu, stoupnout si na špičky a celým tělem včetně promyšleným pohybem nohou kroužit plynulé oblouky. Musel jsem provádět cosi, co připomínalo jakýsi druh tance, při kterém se pohyb celého těla přenášel do linie kresby.

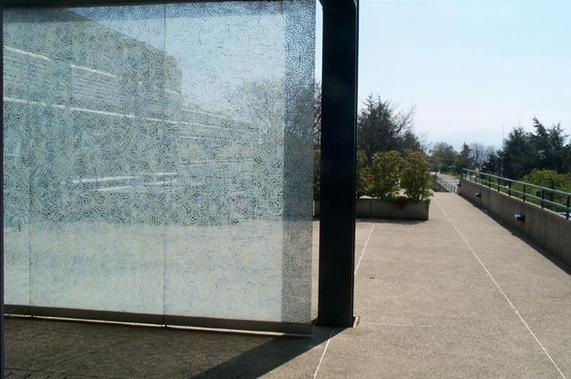
Polytechnika EPFL, Lausanne

V roce 2005 spolupracoval Petr Kvíčala spolu s architekty A. Novákem a P. Valentou na rekonstrukci historické budovy brněnského divadla Reduta. Je autorem nástěnné malby „40 dní červené“ ve slavnostním sále, podlahy v atriu a klenby divadelní kavárny. Principem malby v redutním sále jsou vrstvy červených vlnovek malovaných těsně vedle sebe na červený podklad. Každá další vrstva má jiný směr vlnovek. Monochromní působení červené barvy spolu s barvou parket poskládaných podle historických vzorů navozuje slavnostní pocit, vyvolávaný poměrně vzácným výskytem červené barvy v přírodě, ale snad ještě ve větší míře především odkazem na kulturně historickou tradici. „Pravidelné vrstvení opakovaně malovaných vlnovkových linií dodává stěnám důraz na aspekty času, pracnosti a plýtvání. Bez plýtvání a předvádění se přece žádná slavnost neobejde, protože ve své podstatě "bezúčelná" slavnost je snad tou nejpřirozenější lidskou reakcí na tajemství života.“
Motiv z cyklu Memory uplatnil Kvíčala pro nástěnné malby v budově Rischart na Marienplatz v Mnichově. Cílem projektu bylo vytvoření prostředí které je nejen pozitivní ale také jedinečné a s kterým se mohou zaměstnanci identifikovat. Tyto malby se opakují v místech centrálních komunikací. V chodbách šatny ve sklepení, ve vysokém světlíku schodiště procházejícím od druhého do pátého patra. V centrálním místě před kancelářemi majitelů a v místnosti určené pro porady v pátém patře i kolem schodiště vedoucího do kavárny pro zaměstnance v šestém patře..
„Vymezování linií okolní červenou plochou, vzpomínka na linie a fragmenty ornamentu je jakoby jejich stopa v mysli. Myslel jsem na starověké krétské pojetí, ve kterém se na rozdíl od řeckého, vše jakoby vznáší a ukazuje jen v bytí, nepředvádí se ve výkonu a dramatu zápasu. Je to svět zahrad určených k vytržení, spočinutí a meditaci, svět, po kterém občas toužím a který mi je blízký.“

## Další
Od 80. let vytváří Kvíčala také pomalované objekty, od 90. let přenáší své motivy také na užitkové předměty, především textilie (např. spolupráce s Denisou Novou) nebo porcelán.